# Nicolás Gómez Jaramillo
Nicolás David Gómez Jaramillo (El Carmen de Viboral, Antioquia, 27 de mayo de 2000) es un ciclista profesional colombiano. Desde 2023 corre para el equipo italiano Hopplà-Petroli Firenze-Don Camillo  de categoría amateur.

## Palmarés
2018
- Campeonato de Colombia en Ruta Junior

2022
- Campeonato Panamericano de Ciclismo
  - Medalla de oro en ruta (sub-23)
- Memorial Polese
- Gran Premio De Nardi
- La Popolarissima

2023
- Criterium Industria & Artigianato - Montelupo Fiorentino
- Gran Premio San Bernardino

## Equipos
- Team Colpack[1][2] (2019-2022)